# Comitatul Modruš-Rijeka
Comitatul Modruš-Rijeka (în croată Modruško-riječka županija, în sârbă Модрушко-ријечка жупанија, în maghiară Modrus-Fiume vármegye) a fost o subdiviziune administrativă istorică (županija) din Regatul Croația-Slavonia. Croația-Slavonia a fost un regat autonom în componența Pământurilor Coroanei Sfântului Ștefan (Transleithania), partea ungură a Imperiului dualist Austro-Ungar. Teritoriul său este acum în vestul Croației. Capitala de comitat a fost de Ogulin.

## Demografie
În 1910, populația comitatului era de 231.654 locuitori, dintre care: 
- Croați -- 152.210 (65,73%)
- Sârbi -- 74.894 (32,34%)
- Maghiari -- 899 (0,39%)
- Germani -- 592 (0,26%)
- Alții/necunoscuți (slovaci, români, ruteni, etc) -- 2.969 (1,28%)

## Subdiviziuni
La începutul secolului 20, subdiviziunile comitatului Modruš-Rijeka erau următoarele:
| Districts  | Districts  |
| District   | Capitală   |
| ---------- | ---------- |
| Čabar      | Čabar      |
| Cirkvenica | Crikvenica |
| Delnice    | Delnice    |
| Ogulin     | Ogulin     |
| Sušak      | Bakar      |
| Szluin     | Slunj      |
| Vojnić     | Vojnić     |
| Vrbovsko   | Vrbovsko   |